# アドレスバス
アドレスバス (Address bus) は、CPUやDMAを行うユニットが、アクセスしたいコンピュータメモリの要素や位置の物理アドレスを伝えるために使用するバスである。
アドレスバスの幅により、アドレス指定可能なメモリ要素の位置とともにアクセスできるメモリサイズが決定される。例えば、1970年代から1980年代までの8ビットプロセッサで一般的に使用された16ビット幅のアドレスバスは、216 = 65,536 = 64Kiのメモリ位置にアクセスできる。また、2004年時点で一般的なPCプロセッサだった32ビット幅のアドレスバスは、232 = 4,294,967,296 = 4Giのメモリ位置にアクセスできる。
大部分のマイクロコンピュータにおいて、アドレス指定可能な位置は8ビットバイトである。この場合、上の例は、それぞれ64キビバイト (KiB) と4ギビバイト (GiB) に変換される。